# Ateleia
Genre
Ateleia est un genre de plantes à fleurs dicotylédones de la famille des Fabaceae, sous-famille des Faboideae, originaire d'Amérique, qui comprend une vingtaine d'espèces acceptées.

## Liste d'espèces
Selon The Plant List (21 octobre 2018) :
- Ateleia albolutescens Mohlenbr.
- Ateleia apetala Griseb.
- Ateleia arsenii Standl.
- Ateleia chiangii J. Linares
- Ateleia chicoasensis J. Linares
- Ateleia glabrata J. Linares
- Ateleia glazioveana Baill.
- Ateleia gummifera (Bertero ex DC.) D. Dietr.
- Ateleia guaraya Herzog
- Ateleia herbert-smithii Pittier
- Ateleia hexandra J. Linares
- Ateleia insularis Standl.
- Ateleia mcvaughii Rudd
- Ateleia microcarpa (Pers.) D. Dietr.
- Ateleia ovata Mohlenbr.
- Ateleia popenoei Correll
- Ateleia pterocarpa D. Dietr.
- Ateleia salicifolia Mohlenbr.
- Ateleia sousae J. Linares
- Ateleia standleyana Mohlenbr.
- Ateleia tenorioi J. Linares
- Ateleia tomentosa Rudd
- Ateleia truncata Mohlenbr.
- Ateleia venezuelensis Mohlenbr.